# Наровлянский, Наум Григорьевич
Наум Григорьевич Наровлянский (1927—2004) — советский учёный, доктор экономических наук, профессор.
Автор более 100 опубликованных научных работ.

## Биография
Родился 4 декабря 1921 года в Самаре в еврейской семье.
Н. Г. Наровлянский родился 4 декабря 1921 года в городе Куйбышеве.
Окончив в 1939 году среднюю школу, поступил в военное училище, которое досрочно окончил в мае 1941 года в звании лейтенанта. Получил назначение на должность командира взвода в 21-ю танковую дивизию. Участник Великой Отечественной войны с самого её начала. В 1942 году в составе этой дивизии воевал под Тверью и Ржевом. В октябре 1943 года был тяжело ранен и после полугодового лечения в госпитале, получив инвалидность, был уволен из армии 20 апреля 1944 года.
Поступил на экономический факультет Московского государственного университета. После его окончания, с 1953 года, стал работать в Ярославском государственном педагогическом институте (ЯГПИ, ныне Ярославский государственный педагогический университет имени К. Д. Ушинского) — доцентом, профессором, заведующим кафедрой политэкономии. В 1970 году защитил докторскую диссертацию на тему «Общественная потребность (потребности трудящихся) и труд при социализме».
В 1980 году Наум Григорьевич перешёл на работу в Московский государственный заочный педагогический институт (МГЗПИ, ныне Московский государственный гуманитарный университет имени М. А. Шолохова), где стал заведующим кафедрой основ экономической теории. Более тридцати его воспитанников защитили кандидатские диссертации.
Умер 25 августа 2001 года в Москве.
Был награждён орденами Ленина, Октябрьской Революции, Отечественной войны I степени и Красной Звезды; а также медалями, в числе которых «За отвагу», «За оборону Ленинграда», «За победу над Германией в Великой Отечественной войне 1941—1945 гг.», «Ветеран труда».